# Tabanus quadrisignatus
Tabanus quadrisignatus är en tvåvingeart som beskrevs av Ricardo 1908. Tabanus quadrisignatus ingår i släktet Tabanus och familjen bromsar. Inga underarter finns listade i Catalogue of Life.